# Mike Barrowman
Mike Barrowman (n. 4 decembrie 1968, Asunción, Paraguay) este un înotător american, medaliat olimpic. A participat la 2 ediții ale Jocurilor Olimpice (1988, 1992) în care a câștigat două medalii de aur.